# Свети Антоний (Метеора)
Вижте пояснителната страница за други значения на Свети Антоний.
„Свети Антоний“ (на гръцки: Μονή Αγίου Αντωνίου), е един от запазените до наши дни православни манастири на Метеора, Гърция. Манастирът е недействащ и е затворен за посещения.

## История
Манастирът е изграден през XIV век. Намира се на висока скала между Каламбака и Кастраки. От „Свети Антоний“ са запазени църквата и част от манастирските сгради, които през последното десетилетие са реставрирани. На същата скала на по високо място се е намирал и манастирът „Свети Григорий“, от който са запазени само парчета от ограда и дървена стълба.